# Eugène Allard
Jean-Pierre Allard, dit Eugène Allard, né à Lyon le 23 février 1829 et mort à Rome le 21 avril 1864 est un peintre français.

## Biographie
Eugène Allard naît à Lyon le 23 février 1829. Il est élève de Louis Janmot à l'École des beaux-arts de Lyon en 1850 puis rejoint les Beaux-Arts de Paris où il est élève d'Hippolyte Flandrin. Il travaille avec Flandrin aux fresques de Saint-Vincent-de-Paul à Paris. De 1851 à 1861, il expose des portraits et tableaux religieux aux Salons de Lyon et de Paris.
Au début de l'hiver 1863, Allard s'installe à Rome avec sa mère, son épouse et ses quatre enfants pour étudier les grands maîtres de la peinture,. Le 21 avril 1864, il est assassiné dans son atelier par un de ses modèles — ou le fils d'un de ses modèles — qui lui porte 16 coups de marteau à la tête,.
Vers 1875-1876, la veuve d'Eugène Allard commande à Jean-Joseph Carriès un buste à la mémoire de son mari. Carriès livre le buste demandé, puis réalise de sa propre initiative une seconde œuvre intitulée Eugène Allard voilé ou Le Dernier sommeil (vers 1877, Paris, Petit Palais) représentant le masque mortuaire d'Eugène Allard recouvert d'un linceul, une terre cuite qu'il offre à la veuve du peintre.